# 奥尔登堡地区卡珀尔恩
奥尔登堡地区卡珀尔恩（德語：Cappeln (Oldenburg)），简称卡珀尔恩（德語：Cappeln，發音：[ˈkapl̩n]），是德国下萨克森州克洛彭堡县的市镇，面积为76.52平方千米，2023年12月31日总人口为7,461人。